# Dries Mertens
Dries Mertens [ˈdris ˈmɛrtə(n)s] (* 6. Mai 1987 in Löwen) ist ein ehemaliger belgischer Fußballspieler. Der Stürmer stand zuletzt in Diensten von Galatasaray Istanbul und war Nationalspieler.

## Karriere

### Im Verein
Mertens hatte in der Jugend unter anderem für den belgischen Verein RSC Anderlecht gespielt, ehe er in die Nachwuchsabteilung des KAA Gent wechselte. Nachdem er zur Saison 2005/06 in den Profikader stoßen sollte, entschieden sich die KAA-Verantwortlichen für eine Ausleihe des Talents. So zog es Mertens zum unterklassigen Verein Eendracht Aalst. Nach ersten Pflichtspielauftritten und Toren sollte er ein Jahr später zurückkehren. Doch die Genter entschieden sich für ein erneutes Leihgeschäft, sodass der Angreifer zum niederländischen Klub AGOVV Apeldoorn transferiert wurde. Trotz einer mäßigen Torausbeute sicherte sich AGOVV zur Spielzeit 2006/07 die Dienste des Stürmers und verpflichtete ihn dauerhaft. Dieser erzielte fünfzehn Tore in der Saison 2007/08. Auch im Jahr darauf schoss Mertens regelmäßig Tore und wurde zum Mannschaftskapitän.
Im Sommer 2009 verpflichtete der FC Utrecht Mertens. Dort war er zwei Jahre lang Stammspieler und qualifizierte sich in seiner ersten Saison mit dem FC Utrecht für die Europa League, aus der die Mannschaft in der Gruppenphase ausschied. Zur Saison 2011/12 wechselte Mertens gemeinsam mit seinem Mannschaftskollegen Kevin Strootman zur PSV Eindhoven. Dort gehörte er direkt zur Stammelf und erzielte zu Beginn der Saison gegen Excelsior Rotterdam drei und gegen Roda JC Kerkrade vier Tore in einem Spiel. Über die Saison verteilt kam er so auf 21 Treffer und war damit viertbester Torschütze der Liga. Zum Ende der Saison wurde er mit der PSV Tabellendritter und gewann mit 3:0 gegen Heracles Almelo den KNVB-Pokal, wobei er das 2:0 erzielte.

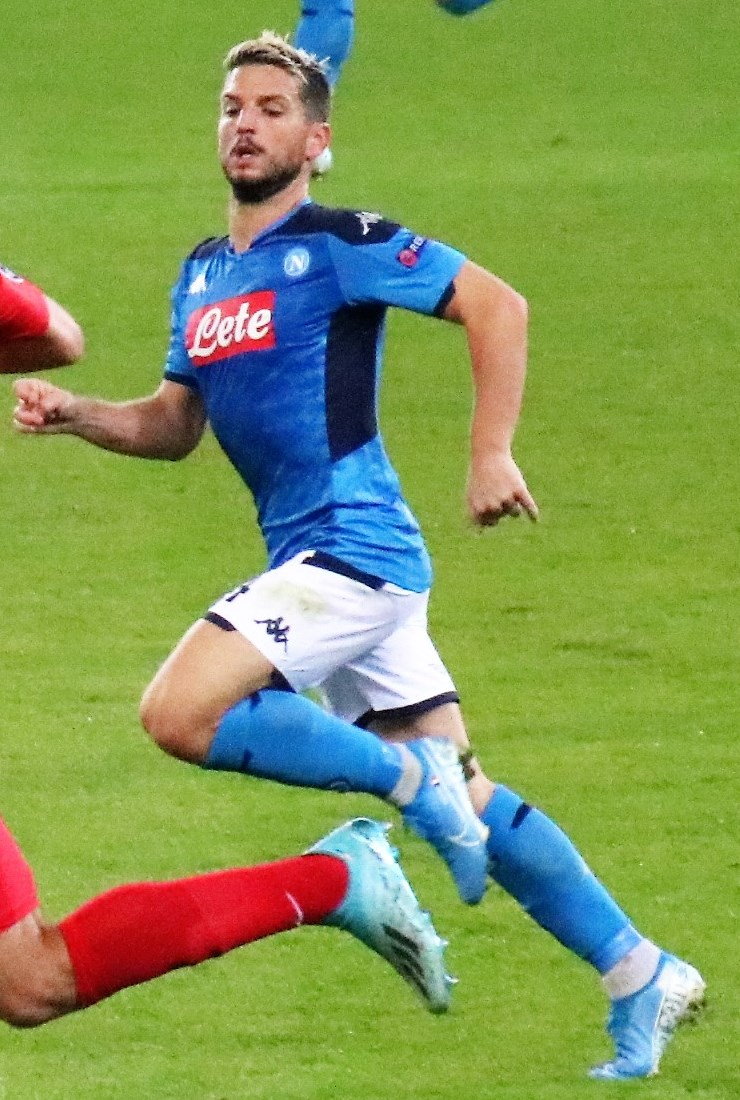
Dries Mertens im Trikot der SSC Neapel (2019)

Zur Saison 2013/14 wechselte Mertens nach Italien in die Serie A zur SSC Neapel unter Trainer Rafael Benítez. Mit der SSC Neapel gewann er 2014 den italienischen Pokal; im Finale gegen die AC Florenz traf er als eingewechselter Spieler zum 3:1-Endstand in der Nachspielzeit. Im Dezember des Jahres 2014 gewann Mertens mit der Mannschaft den italienischen Supercup. In der Saison 2016/17 war er mit 28 Treffern zweitbester Torschütze der Serie A.
In der Saison 2019/2020 erzielte Mertens beim 1:1 gegen Inter Mailand im Halbfinal-Rückspiel des italienischen Pokals sein 122. Pflichtspieltor für die SSC Neapel. Damit ist Mertens vor Marek Hamšík (121 Tore) sowie Diego Maradona (115 Tore) der neue Rekordtorschütze der SSC Neapel. Das spätere Pokalfinale gegen Juventus Turin gewann die SSC Neapel im Elfmeterschießen mit 4:2. Wenige Stunden vor dem Pokalfinale verlängerte Mertens seinen Vertrag um 2 Jahre bis 2022. Zu Beginn der Saison 2022/23 gab Galatasaray Istanbul die Verpflichtung von Mertens bekannt. Mertens unterschrieb beim türkischen Klub einen Einjahresvertrag mit einer Option für eine weitere Spielzeit. Mit Galatasaray Istanbul gewann Mertens zum ersten Mal eine nationale Meisterschaft. Galatasaray nutzte die Option und Mertens blieb eine weitere Saison in Istanbul. In seiner zweiten Saison wurde der Belgier erneut Meister. In 36 Ligaeinsätzen erzielte er neun Tore und gab 16 Torvorlagen und war hinter seinem Mannschaftskollegen Mauro Icardi auf dem 2. Platz der Scorerliste. Galatasaray verlängerte seinen Vertrag um eine weitere Saison.
Im Juni 2025 gab er nach seiner dritten türkischen Meisterschaft sein sofortiges Karriereende bekannt.

### In der Nationalmannschaft
Im Jahr 2004 bestritt Mertens vier Freundschaftsspiele für die belgische U-17. Sechs Jahre später wurde er für die Qualifikationsspiele zur EM 2012 gegen Kasachstan und Österreich erstmals in den Kader der A-Nationalmannschaft berufen, musste aber wegen Blessuren absagen. Zu Beginn des Jahres 2011 gab er schließlich in einem Freundschaftsspiel gegen Finnland sein Debüt, als er in der 58. Minute für Nacer Chadli eingewechselt wurde. In der Folge kam er auch in der EM-Qualifikation zu ersten Pflichtspieleinsätzen, schaffte diese als Tabellendritter aber nicht und blieb dabei auch ohne Tor. In einem Testspiel kurz vor Beginn der Europameisterschaft 2012 gegen England schubste er den gegnerischen Verteidiger Gary Cahill mit Wucht in dessen Torwart Joe Hart hinein, sodass dieser aufgrund eines doppelten Kieferbruchs für die Europameisterschaft ausfiel. Mit der Nationalmannschaft nahm er an der Weltmeisterschaft 2014 teil und erreichte mit dem Team das Viertelfinale. Im Turnier absolvierte er alle Spiele der Belgier und erzielte ein Tor. Bei der Fußball-Europameisterschaft 2016 in Frankreich kam er in der Gruppenphase dreimal nur als Einwechselspieler zum Einsatz; im Achtelfinale gegen Ungarn spielte er von Beginn an. Gegen Wales wurde er im Viertelfinale in der Schlussviertelstunde ins Spiel geschickt, als der Gegner 2:1 führte. Belgien schied nach einer 1:3-Niederlage aus. Bei der Fußball-Weltmeisterschaft 2018 wurde er mit der Nationalmannschaft Dritter. In seinen sechs Turnierspielen erzielte er ein Tor.
Mertens spielte in allen vier Spielen der Nations League 2018/19. Bei den Qualifikationsspielen zur Europameisterschaft stand er bei neun von zehn Spielen auf dem Platz. Lediglich beim letzten Spiel gegen Zypern fehlte er; die Qualifikation war bereits erreicht.
Bei der infolge der COVID-19-Pandemie erst 2021 ausgetragenen Europameisterschaft 2020 bestritt er im zweiten Gruppenspiel gegen Dänemark als fünfter Belgier sein 100. Länderspiel. Hier bestritt er zwei Gruppenspiele sowie das Achtel- und Viertelfinale. Lediglich im dritten Gruppenspiel gegen Finnland, bei dem Belgiens Weiterkommen bereits feststand, fehlte er.
Auch bei der Weltmeisterschaft 2022 gehörte er zum belgischen Kader. Er wurde im 2. und 3. Gruppenspiel eingesetzt. Belgien schied nach der Vorrunde aus.

## Erfolge

### Nationalmannschaft
- Dritter der Weltmeisterschaft: 2018

### Verein
PSV Eindhoven
- Niederländischer Pokalsieger: 2011/12
- Niederländischer Supercup: 2012

SSC Neapel
- Italienischer Pokalsieger (2): 2013/14, 2019/20
- Italienischer Supercup: 2014

Galatasaray Istanbul
- Türkischer Meister (3): 2022/23, 2023/24, 2024/25
- Türkischer Supercupsieger: 2023
- Türkischer Fußballpokal: 2024/25

## Auszeichnungen
- Belgiens Spieler des Jahres: 2016
- Drittliga-Spieler der Saison in Belgien: 2005/06
- Zweitliga-Talent des Jahres in den Niederlanden: 2008/09[13]
- Team des Jahres der Serie A: 2017